# ARMS2
ARMS2 (англ. Age-related maculopathy susceptibility 2) – білок, який кодується однойменним геном, розташованим у людей на короткому плечі 10-ї хромосоми. Довжина поліпептидного ланцюга білка становить 107 амінокислот, а молекулярна маса — 11 437.
| 10         |  | 20         |  | 30         |  | 40         |  | 50         |
| ---------- |  | ---------- |  | ---------- |  | ---------- |  | ---------- |
| MLRLYPGPMV |  | TEAEGKGGPE |  | MASLSSSVVP |  | VSFISTLRES |  | VLDPGVGGEG |
| ASDKQRSKLS |  | LSHSMIPAAK |  | IHTELCLPAF |  | FSPAGTQRRF |  | QQPQHHLTLS |
| IIHTAAR    |  |            |  |            |  |            |  |            |

A: Аланін

C: Цистеїн

D: Аспарагінова кислота

E: Глутамінова кислота

F: Фенілаланін

G: Гліцин

H: Гістидин

I: Ізолейцин

K: Лізин

L: Лейцин

M: Метіонін

P: Пролін

Q: Глутамін

R: Аргінін

S: Серин

T: Треонін

V: Валін

Локалізований у цитоплазмі.